# Kintetsu Tawaramoto-lijn
De Kintetsu Tawaramoto-lijn  (近鉄田原本線; Kintetsu Tawaramoto-sen) is een lokale spoorlijn tussen de steden Tawaramoto en Ōji in Japan. De lijn maakt deel uit van het netwerk van Kintetsu in de prefectuur Nara en vormt een verbinding tussen de Kashihara-lijn en de Ikoma-lijn, hoewel de lijn geen stations van deze lijnen aandoet; de stations bevinden zich op loopafstand.

## Geschiedenis
De spoorlijn begon als een smalspoorlijn tussen Ōji en Tawaramoto en werd in 1918 geopend door de Yamato-spoorwegmaatschappij. In 1948 werd de spoorlijn ingekort, verbouwd tot normaalspoor en geëlektrificeerd. In 1984 kreeg de lijn haar huidige vorm. De lijn is enkelsporig, hoewel enkele stations twee sporen hebben.  

## Treindiensten
- Op het traject rijden alleen stoptreinen.

## Stations
| Station          | Japans   | Verbindingen                                | Stad           | Prefectuur |
| ---------------- | -------- | ------------------------------------------- | -------------- | ---------- |
| Nishi-Tawaramoto | 西田原本 | Kintetsu: Kashihara-lijn                    | Yamatokoriyama | Nara       |
| Kuroda           | 黒田     |                                             | Yamatokoriyama | Nara       |
| Tajima           | 但馬     |                                             | Miyake         | Nara       |
| Hashio           | 箸尾     |                                             | Kōryō          | Nara       |
| Ikebe            | 池部     |                                             | Kawai          | Nara       |
| Samitagawa       | 佐味田川 |                                             | Kawai          | Nara       |
| Ōwada            | 大輪田   |                                             | Kawai          | Nara       |
| Shin-Ōji         | 新王寺   | JR West: Yamatoji-lijn Kintetsu: Ikoma-lijn | Ōji            | Nara       |